# Берёзовая Посадка
Берёзовая Поса́дка — упразднённый посёлок, существовавший на территории Дмитровского района Орловской области до 2004 года. На момент упразднения входил в состав Бородинского сельсовета.

## География
Располагался в 21 км к северу от Дмитровска на правом берегу ручья Ольшанка (Лобковский) у границы с Шаблыкинским районом. Высота над уровнем моря — 206 м.

## История
В 1926 году в посёлке было 15 дворов, проживало 96 человек (45 мужского пола и 51 женского). В то время посёлок входил в состав Работьковского сельсовета Волконской волости Дмитровского уезда Орловской губернии. С 1928 года в составе Дмитровского района. В 1937 году в посёлке было 10 дворов. Во время Великой Отечественной войны, с октября 1941 года по август 1943 года, находился в зоне немецко-фашистской оккупации (территория Локотского самоуправления). Советские воины, погибшие в боях за освобождение посёлка, после войны были перезахоронены в братской могиле села Работьково. По состоянию на 1945 год в посёлке действовал колхоз «Новый Путь». В 1950-е годы «Новый Путь» был присоединён к более крупной артели «Заря Коммунизма» (центр в с. Работьково). После упразднения Работьковского сельсовета в 1954 году Берёзовая Посадка была передана в Бородинский сельсовет.С 1980-х годов постоянное население в посёлке отсутствовало. Упразднён 15 октября 2004 года.

## Население
| Годы      | 1926 | 1981 | 2002 |
| --------- | ---- | ---- | ---- |
| Население | 96   | 0    | 0    |